# Monastero di San Giovanni il Teologo
Il monastero di San Giovanni il Teologo è un monastero femminile situato a circa 20 km da Salonicco, non lontano dalla strada principale che collega il villaggio di Sourotì al capoluogo della Calcidica, Polygyros.
Il monastero è una struttura moderna con circa 80 monache ed ampi terreni ed edifici, comprendenti due chiese.
La realtà religiosa appartiene alla Chiesa ortodossa di Grecia.
Dal 21 luglio 1994 vi è seppellito padre Paisios del Monte Athos, notevole figura carismatica, ed è perciò continua meta di pellegrinaggi. La tomba dell'anziano è presso la chiesa principale dedicata a sant'Arsenio di Cappadocia.